# Pod Górą (Bazów)
Pod Górą – część wsi Bazów w Polsce, położona w województwie świętokrzyskim, w powiecie sandomierskim, w gminie Łoniów. Należy do sołectwa Bazów.
W latach 1975–1998 Pod Górą administracyjnie należało do województwa tarnobrzeskiego.